# Christina Schmidt (Journalistin)

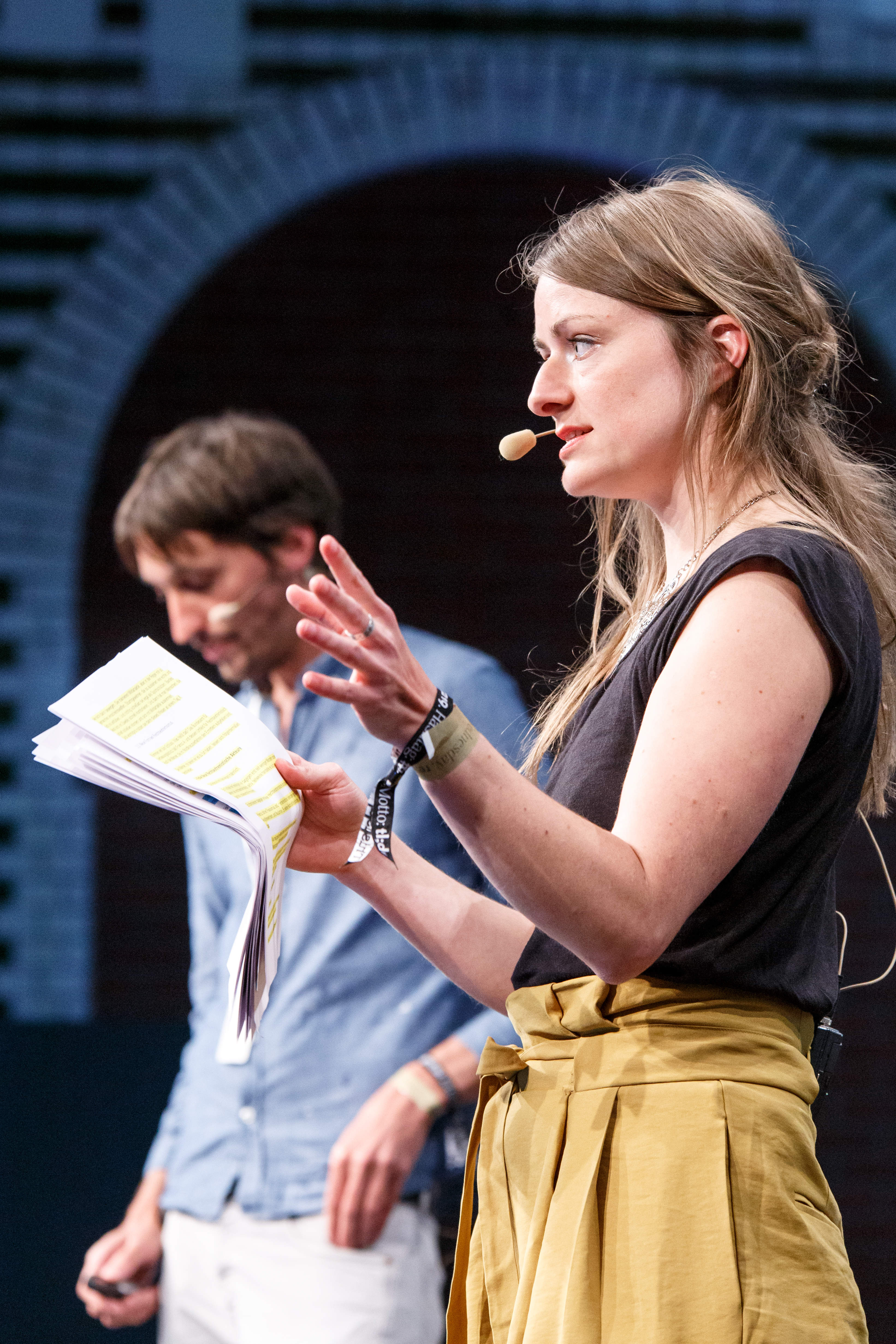
Christina Schmidt (2019)

Christina Schmidt (* 1985) ist eine deutsche Journalistin.

## Werdegang
Schmidt, geboren an der Ostsee, studierte Politikwissenschaft, Soziologie und Philosophie in Berlin und an der Universität Reykjavík. Sie ist Absolventin des neunten Lehrgangs der Zeitenspiegel-Reportageschule.
Seit März 2021 arbeitet sie als Reporterin im Ressort „Investigative Recherche und Daten“ der Wochenzeitung Die Zeit. Zuvor war sie Redakteurin der Berliner taz, zunächst als Korrespondentin im Parlamentsbüro der Zeitung, dann im Ressort „Reportage & Recherche“.
Schmidt recherchiert derzeit vor allem über Geheimdienste und rechtsextreme Netzwerke, schreibt aber auch über andere, vor allem politische Themen im In- und Ausland. Aufmerksamkeit erhielten besonders ihre Recherchen über das sogenannte „Hannibal“-Netzwerk aus teils rechtsextremen Mitgliedern mit Bezügen in Verfassungsschutzämter, Bundeswehr und Polizei.

## Auszeichnungen und Nominierungen
2015 wurde sie mit dem Projekt „Apropos Kosovo“ für den Grimme Online Award nominiert.
2017 wurde sie zusammen mit der Fotografin Maria Feck für ihre Reportage über die hohe Selbstmordrate unter jungen Grönländern mit dem Hansel-Mieth-Preis digital ausgezeichnet.
2018 erhielt sie gemeinsam mit Martin Kaul und Daniel Schulz den „Goldenen Igel, Sonderpreis Recherche“ vom Verband der Reservisten der Deutschen Bundeswehr für den Text Die Akte Heimatschutz.
2018 wurde sie mit den Texten Liebesgrüße aus Hanoi und Was machen die hier? jeweils mit Co-Autorinnen für den Deutschen Reporterpreis nominiert.
2019 wurde sie zum Journalist des Jahres in der Kategorie „Team“ gewählt, wobei Schmidt als Leadautorin genannt wurde. 2018 wählte sie eine Jury des Medium Magazins auf Platz 4 der Journalisten des Jahres in der Sparte „Team“.
2019 wurde sie zusammen mit Kollegen für die Berichterstattung über Rechtsextremismus in Bundeswehr und Sicherheitsbehörden mit dem 2. Platz beim Journalistenpreis „Der lange Atem“ ausgezeichnet.
2020 wurde sie zusammen mit Sebastian Erb, Martin Kaul, Alexander Nabert und Daniel Schulz für die Recherche Hannibals Schattennetzwerk für den Nannen-Preis in der Kategorie „Investigation“ nominiert.
2022 gewann sie im Team den Reporter:innen-Preis in der Kategorie „Multimedia“ für die Veröffentlichung Die Schlacht um Mariupol auf Zeit Online.